# Eilema rondoni
Eilema rondoni är en fjärilsart som beskrevs av Charles Oberthür. Eilema rondoni ingår i släktet Eilema och familjen björnspinnare. Inga underarter finns listade i Catalogue of Life.